# 서울전람
서울전람은 1991년에 설립된 전시회 기획사이다. 1992년부터 한국 결혼상품전을 주최하고 있다.

## 제휴사
- DIY. HC 산업협회(일본)
- Al Fajer Information & Services(아랍에미리트)
- Panasia Convention & Exhibition Ltd. (홍콩)
- TK Exhibition Management Pte.Ltd. (싱가포르)
- GCS Inc. (일본)
- ESTETICA MAGAZINE(이탈리아)
- OCI-MARKETING(독일)